# Kaikouralira
Kaikouralira (Puffinus huttoni) är en starkt utrotningshotad fågel i familjen liror som enbart förekommer i Nya Zeeland.

## Utseende
Kaikouralira är en medelstor (38 cm) lira med huvudsakligen svart ovansida och vit undersida. Ovansidan är svartbrun, övergående på huvudsidan under ögat till vitaktig haka och strupe. Undersidan är mestadels mattvit med brunaktiga bröstsidor och fläckar vid "låren". Undersidan av vingen är gråaktig, mot bakkanten mörkare brun. Den är svårt att skilja från nyazeelandliran, men kaikouraliran har vanligen längre näbb och är gråaktig på haka, strupe och undre stjärttäckare. Ovansidan är också svartare. Nyazeelandliran har också tydligare avgränsning mellan den mörka huvudsidan och den vita strupen.

## Läten
Lätena ska likna nyazeelandliran (P. gavia) och gråliran (Ardenna grisea).

## Utbredning och systematik
Fågeln häckar på nordöstra delen av Sydön på Nya Zeeland, och dess pelagiska utbredningsområde sträcker sig till Australien. Den behandlas som monotypisk, det vill säga att den inte delas in i några underarter. Den har tidigare behandlats som underart till nyazeelandliran (P. gavia).

## Levnadssätt
Kaikouralira häckar i bohålor i bergssluttningar på mellan 1200 och 1800 meters höjd. Den tros börja häcka först vid fyra till sex års ålder. Arten lever mestadels av småfisk och krill. Under häckningstid födosöker den så långt söderut som till Otagohalvön, i norr Kapiti Island och Cook Strait och ända ut till Chathamöarna. Den har noterats dyka till hela 36 meters djup.

## Status och hot
Även om kaikouraliran tros ha en stabil population har den tidigare minskat kraftigt i både antal och utbredningsområde. Numera hittas den endast i två kolonier och är därför mycket sårbar, framför allt för predation från frilevande grisar som förekommer i närliggande områden. Internationella naturvårdsunionen IUCN kategoriserar därför arten som starkt hotad. Världspopulationen uppskattades 2004 till mellan 300.000 och 350.000 individer.

## Namn
Fågelns vetenskapliga artnamn hedrar Frederick Wollaston Hutton (1836-1905), geolog boende i Nya Zeeland. Fram tills nyligen kallades den huttonlira eller Huttons lira även på svenska, men justerades 2023 till ett mer informativt namn av BirdLife Sveriges taxonomikommitté. Kaikoura är namnet på två bergskedjor i Nya Zeeland där arten häckar.